# Leki
Leki (kurdisch لەکی, lurisch لّکی, Laki, auch Lakki) ist nach verbreiteter Ansicht ein Dialekt des Kurdischen, genauer der südkurdischen Dialektsgruppe. Es wird von den Laken gesprochen und weist viele Ähnlichkeiten mit dem nördlichen Dialekt des Lurischen auf.

## Sprecher
Gesprochen wird Leki hauptsächlich in einem inoffiziell Lakestān genannten Gebiet, das Teile der iranischen Provinzen Lorestan, Hamadan und Kermanschah umfasst. Vermutlich wird das Leki von mehr als 1,5 Mio. Menschen gesprochen, die oft aufgrund ihrer nomadischen Lebensweise für Luren gehalten werden.

## Dialekte
Folgende Dialekte werden unter den Namen Leki zusammengefasst:
- Biraneweni: Im nördlichen Lorestan gesprochen.
- Silaxuri: Im gleichnamigen Gebiet Silaxuri, südlich von Hamadan, Malayer und Nahavand gesprochen.
- Scheich bizinî: In der Türkei von einer kleinen Gruppe in Ankara, Haymana, Adana, Amasya, Merzifon und Erzurum gesprochen.